# نوبوهیسا ایسونو
نوبوهیسا ایسونو (انگلیسی: Nobuhisa Isono؛ زادهٔ ۸ ژانویهٔ ۱۹۷۴) بازیکن فوتبال اهل ژاپن است.
از باشگاه‌هایی که در آن بازی کرده‌است می‌توان به باشگاه فوتبال یوکوهاما مارینوس اشاره کرد.